# Haymeran von Rain zu Sommeregg

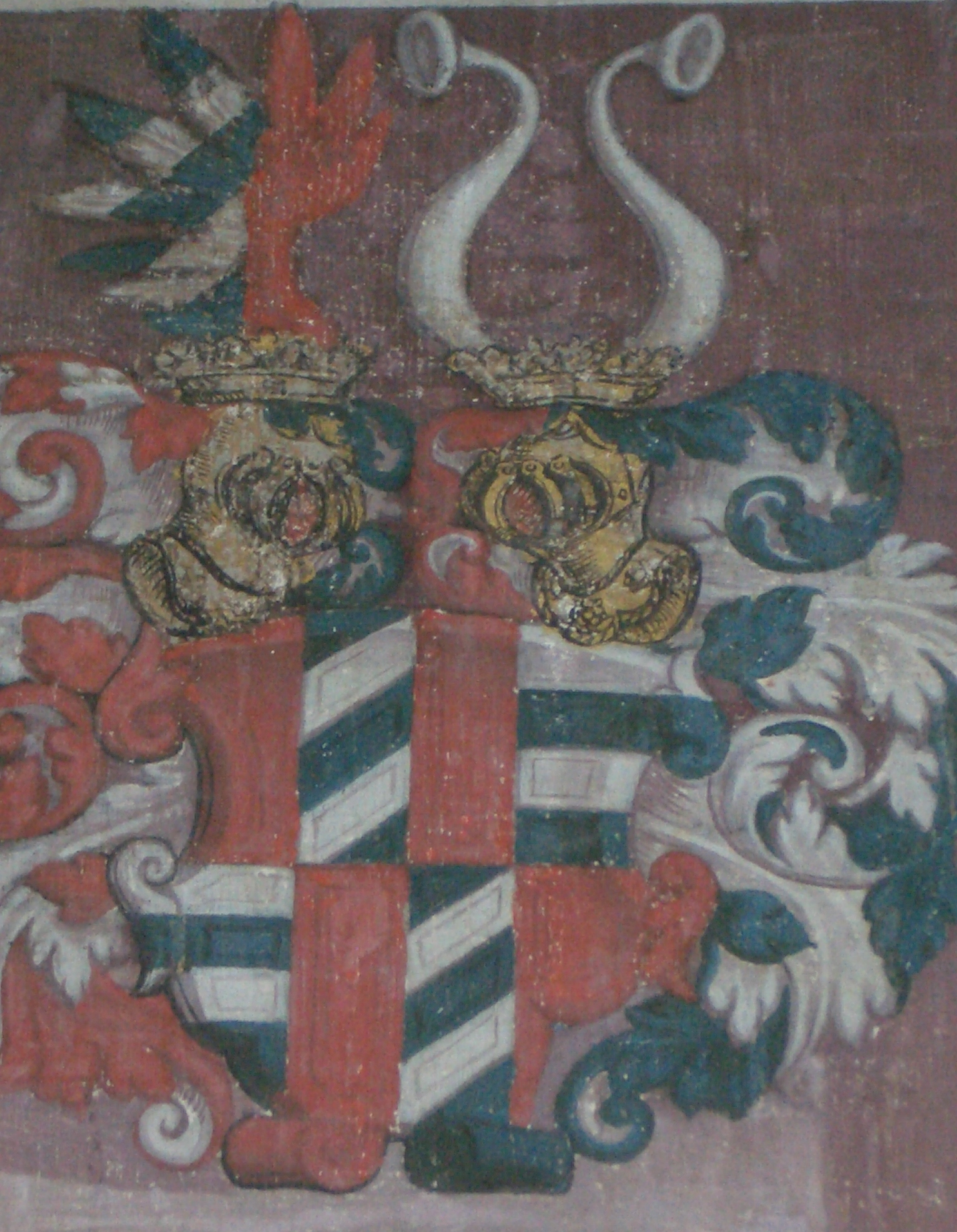
Wappen der Familie Von Rain-Von Graben zu Sommeregg

Haymeran IV. Freiherr Rainer von Rain zu Sommeregg (* im 15. Jahrhundert in Bayern; † 1543 auf Burg Sommeregg, Kärnten, Österreich) war ein kärntnerischer Edelmann von bayerischer Abkunft. Er war Burggraf und Herr auf Sommeregg sowie kaiserlicher Feldhauptmann in Italien.

## Leben und Wirken
Die bayerischen Rain waren dem landsässigen Niederadel angehörig, was sich erst mit der Erhebung von Haymeran IV. Rainer zu Rain in den Freiherrenstand änderte. Er war der Sohn von Peter III. Rainer, 1479–1481 herzoglicher Jägermeister, und Vorgänger als Herr zu Rain. Haymeran verbrachte seine Jugendzeit am Hof Kaiser Maximilians, war einer dessen Militärs, und wurde dafür mit dem Gut Rannariedl im heutigen Oberösterreich (damals Bayern) belohnt.

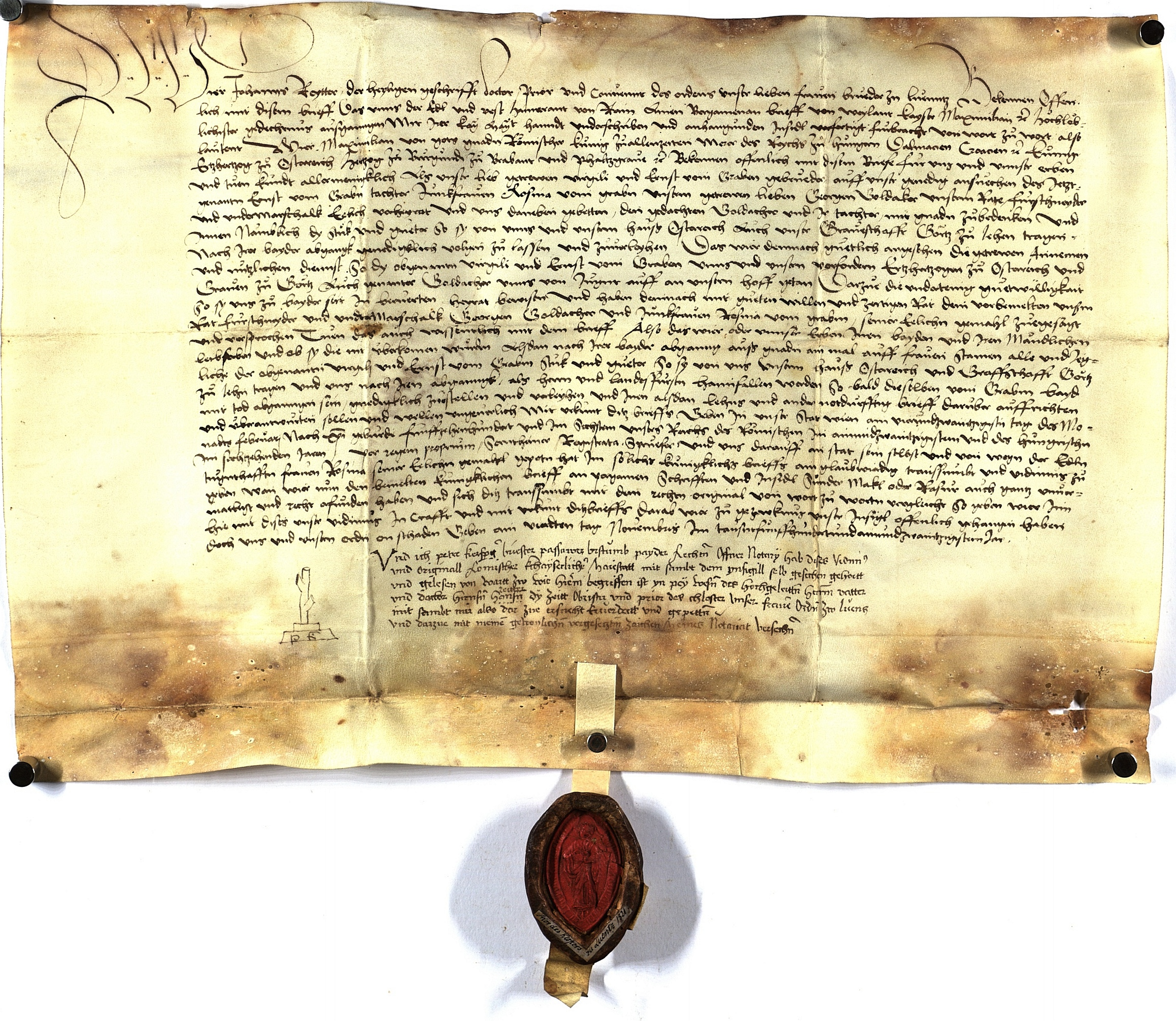
Haymeran IV von Rain zu Sommeregg erhält 1521 eine Abschrift der kaiserlichen Urkunde aus 1506, dass die landesfürstlichen und Görzer Lehen der Gebrüder Virgil und Ernst von Graben an Rosina von Graben von Rain übergehen werden.

Haymeran war mit Rosina von Graben zu Sommeregg aus dem Geschlecht der Herren von Graben verheiratet. Diese Eheverbindung liegt wohl der Tätigkeit ihres Vaters Ernst von Graben im Salzburger Raum zugrunde. Über die Erbtochter Rosina gelangte er in den Besitz der Herrschaft und Burg Sommeregg mitsamt dem Burggrafenamt, die bei Inbesitznahme noch nicht die spätere Größe aufweisen konnte. Haymeran und Rosina strebten eine Vergrößerung der Herrschaft an, was sie durch Güterankäufe in Treffling und Töplitsch in die Tat umsetzten. Aus dieser Ehe entsprangen Beatrix von Rain († 1538) und Hans Joachim von Rain zu Sommeregg, der letzte männliche Vertreter derer von Rain. Hans Joachim wurde von seinem Onkel Christoph II. Rainer zu Rain adoptiert.  Dessen Erbtochter Ursula von Rain ehelichte Paul von Leublfing und brachte Besitz und Wappen an die Familie R(h)ain zu Leublfing.
Ebenfalls im Besitz des Ehepaares stand das Gut und Gericht Doberdò del Lago im heutigen Italien, welches sie im Jahr 1522 an den Grafen Hieronimus von Attems verkauften. Haymeran stand im Dienst Kaiser Ferdinands I. und im Lehensbesitz diverser habsburgischen Güter in Kärnten. Von Rain diente dem Kaiserhaus als Feldhauptmann in Italien. Für ihre Verdienste wurden die Gebrüder Haymeran und Christoph Reiner am 10. November 1530 durch Kaiser Karl V. zu Freiherren von Rain zu Sommeregg ernannt.
Haymeran von Rain liegt in der Benefiziatkirche St. Michael in Lienz begraben, der Grabstätte des Geschlechts der Herren von Graben, dessen Begräbnisstätte von Rosina und deren Onkel Heinrich von Graben († 1507) gestiftet wurde. Nebst Haymeran und Rosina sind auch dort deren gemeinsame Kinder bestattet. Nach dem Tod des Vaters und seines Onkels richtete sein Sohn Hans Joachim von Rain zu Sommeregg den Schwerpunkt wieder nach Bayern. 1548 zog er nach Rain zurück, 1550 verkaufte er Sommeregg mit allen Rechten sowie das Amt Töplitsch an Christoph Khevenhüller von Aichelberg.